# Planorbella duryi
Planorbella duryi är en snäckart som först beskrevs av Wetherby 1879.  Planorbella duryi ingår i släktet Planorbella och familjen posthornssnäckor. Inga underarter finns listade i Catalogue of Life.